# Maskinteknik

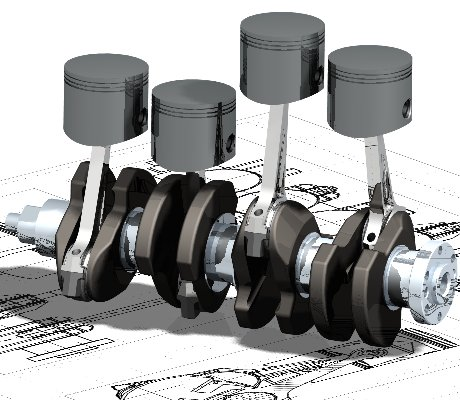
En vevmekanism som vanligen används i kolvmotorer.

Maskinteknik, tidigare även praktiskt mekanik, är ursprungligen teknik och ingenjörsvetenskap som grundar sig på klassisk mekanik. I bredare bemärkelse behandlar det produktutveckling, konstruktionsteknik, maskinelement, kvalitetsteknik, produktion, konstruktion och projektledning. 

## Utbildningar i Sverige
Maskinteknik är i Sverige en inriktning för bland annat civilingenjörer och högskoleingenjörer. Maskintekniker är främst verksamma inom industriföretag men även managementkonsultfirmor etc. Utbildningen i maskinteknik är populär mycket på grund av dess bredd inom ingenjörsspektrumet, men även dess möjlighet att kombinera utbildningen med management och ekonomi.
Maskinteknik är en anrik välbeprövad ingenjörsutbildning som har en mängd olika inriktningar såsom:
- Energiteknik
- Mekanik
- Matematik
- Fordonsteknik
- Förbränningsmotorteknik
- Hållfasthetslära
- Industriell ekologi
- Industriell ekonomi och organisation
- Industriell produktion
- Integrerad produktutveckling
- Marina system
- Mekatronik

Utbildningsprogram i teknisk design är ingenjörsutbildningar som i allt väsentligt liknar maskinteknikutbildningar, men också har inslag av det mer konstnärligt inriktade ämnet industridesign.